# Durango (Mexique)
Pour les articles homonymes, voir Durango.
Durango est la capitale de l'État mexicain de Durango. Son nom officiel est Victoria de Durango, en référence au premier président du Mexique, Guadalupe Victoria, qui était originaire de cet État. Fondée le 8 juillet 1563 par Francisco de Ibarra sous le nom de Villa de Durango, elle fut la capitale de la Nouvelle-Biscaye.
La ville est située dans la Valle del Guadiana. En 2014, son territoire était découpé en 731 subdivisions (colonias, ejidos, fraccionamientos, pueblos, rancherias, villas…).
En 2011, la ville comptait 518 709 habitants. En 2019, ce nombre s'élevait à 599 900 habitants.
Le centre historique de la ville est constitué, comme beaucoup de villes de Nouvelle-Espagne, d'une place rectangulaire nommée la plaza de Armas, bordée par la cathédrale au nord. Le long de cette place passe la rue 20 de Noviembre, qui est la rue principale de la ville.
Le centre historique de la ville contient le plus grand nombre de bâtiments historiques classés par l'INAH. Durango fait également partie du groupe de villes et villages d'« El Camino Real de Tierra Adentro », déclaré Patrimoine culturel par le UNESCO en 2010.
La ville est le site de la foire nationale de Durango tous les ans durant les mois de juin et juillet.

## Histoire
Le territoire avait été exploré par les conquistadors espagnols de Cristobal de Oñate, Nuño de Guzman en 1531 et José de Ángulo en 1533. En 1552, une expédition dans le nord de la Nouvelle-Espagne dirigé par Gines Vazquez de Mercado dans le but de trouver des filons d'argent, découvre un important gisement de fer qu'il nomma "Cerro del Mercado". En 1554, Francisco de Ibarra, un explorateur espagnol d'origine basque, est le premier à arriver sur ce territoire et le nomme Valle del Guadiana.
En 1556, Fray Diego de la Cadena, frère franciscain, atteint la vallée et construit la première mission franciscaine dans une petite ville appelée Tepehuano Analco et la baptise San Juan Bautista de Analco. Le nom Analco signifie « à travers l'eau », car la ville était située à proximité de l’Acequia Grande.
Francisco de Ibarra confie à Alonso de Pacheco le tracé de la ville en 1557. Il propose un plan urbain hippodamien avec des rues orientées du nord au sud et d'est en ouest. Étant situé dans une plaine encore déserte, ses bornes ont été fixées : au nord, au Cerro del Mercado, au sud par l'Acequia Grande, à l'ouest par une zone marécageuse et à l'est par la vallée. Les limites originelles de la ville comprennent les rues actuelles de Negrete au nord, 5 Febrero au sud , Francisco Ier Madero à l'est et Constitution à l'ouest. Dès la fondation de la ville, le choix des sites de la Plaza de Armas, de l'hôtel de ville et de la cathédrale de Durango était arrêté. Ce plan d'Alonso de Pacheco fut nommé Villa del Guadiana car situé dans la vallée du même nom : on ignorait le nom qu'Ibarra lui destinait.
La Villa Durango a été fondée le 8 juillet 1563 par Francisco de Ibarra basé sur les plans d'Alonso de Pacheco. Durango est le nom d'une ville de la province espagnole de Biscaye, où Ibarra est né. Son emplacement a été choisi parce qu'il est proche de la mission franciscaine de San Juan Bautista de Analco, d'un fossé d'irrigation, d'un approvisionnement en bois, en gibier et en poissons; de plus, ce site était proche de mines existantes. Pour éviter le dépeuplement de la nouvelle ville, Francisco de Ibarra fait don d'une mine aux indigènes et au clergé local à la condition qu'ils y habitent.
Alors décidé à continuer son expédition et à coloniser la province septentrionale de la Nouvelle-Galice entre 1554 et 1567, Francisco de Ibarra forme la province de Nouvelle-Biscaye - nommée en mémoire de sa province natale dans le Pays basque - qui comprend les états actuels de Durango, Chihuahua et une partie du Sonora, Sinaloa et Coahuila. Il définit la ville de Durango comme la capitale de cette nouvelle province.
Le vice-roi Luis de Velasco nomme Francisco de Ibarra gouverneur de la province le 24 juillet 1562.
En 1620, l'évêché de Durango est créé et en conséquence, en 1621 le roi d'Espagne Felipe IV élève Durango au statut de ville. En 1634, un incendie détruit l'église de l'Assomption de Marie, siège du diocèse. La construction de la cathédrale actuelle commence alors en 1635.
La ville a connu une période difficile au cours du XVIIe siècle, elle était sur le point d'être abandonnée et a subi des attaques d'indiens. Son emplacement stratégique et administratif l'aida pour obtenir du soutien afin d'empêcher son dépeuplement.
Le fer des mines à proximité de la ville n'avait pas, pour la couronne espagnole, la même importance que l'or ou l'argent ; cependant, au cours du XVIIIe siècle, la découverte de plusieurs veines de métaux précieux dans la Sierra Madre occidentale a donné un nouvel essor à la ville avec la construction de palais, manoirs et des bâtiments d'importance qui ont participé ainsi à une augmentation notable de la population. Le 4 décembre 1786, la municipalité de Durango, formée par des entités de Chihuahua et de Durango est créée par une ordonnance royale.

## Climat
Durango a un climat semi-aride, BSk selon la classification de Köppen.
| Mois                                  | jan.     | fév.     | mars      | avril   | mai       | juin     | jui.     | août      | sep.    | oct.    | nov.    | déc.     | année         |
| ------------------------------------- | -------- | -------- | --------- | ------- | --------- | -------- | -------- | --------- | ------- | ------- | ------- | -------- | ------------- |
| Température minimale moyenne (°C)     | 1,3      | 2,4      | 5,3       | 8,2     | 11,1      | 14       | 14       | 13,7      | 12,2    | 9,1     | 5       | 2,1      | 8,2           |
| Température moyenne (°C)              | 10,9     | 12,2     | 14,9      | 17,7    | 20,6      | 22,2     | 21       | 20,7      | 19,4    | 17,4    | 14      | 11,3     | 16,9          |
| Température maximale moyenne (°C)     | 20,5     | 22,1     | 24,5      | 27,2    | 30        | 30,4     | 28       | 27,6      | 26,7    | 25,6    | 23      | 20,5     | 25,5          |
| Record de froid (°C) date du record   | −12 1951 | −12 1956 | −9,5 1942 | −6 1960 | 1,4 1986  | 3,5 1949 | 1,3 1986 | 7 1958    | 2 1948  | 0 1942  | −6 1947 | −10 1942 | −12 1951,1956 |
| Record de chaleur (°C) date du record | 32 1960  | 32 1959  | 36 1991   | 36 1975 | 39,5 1980 | 38 1955  | 34 1974  | 36,8 1987 | 37 1977 | 34 1957 | 35 1941 | 32 1977  | 39,5 1980     |
| Ensoleillement (h)                    | 206,4    | 227      | 261,2     | 251,3   | 265       | 236,9    | 206,8    | 201       | 191,9   | 226,6   | 214,5   | 172,6    | 2 661,2       |
| Précipitations (mm)                   | 11,3     | 7,6      | 3,8       | 6,2     | 12,8      | 69,3     | 121,6    | 140,2     | 80,7    | 51,9    | 13,6    | 10       | 529           |
| Nombre de jours avec précipitations   | 1,5      | 0,8      | 0,5       | 1       | 1,8       | 8        | 14,7     | 14,1      | 8,4     | 4,7     | 1,6     | 1,8      | 58,9          |
| Humidité relative (%)                 | 51       | 45       | 37        | 37      | 40        | 49       | 59       | 63        | 62      | 58      | 51      | 53       | 50            |
| Nombre de jours avec grêle            | 0        | 0        | 0         | 0       | 0         | 0,5      | 1,2      | 0,8       | 0,6     | 0,2     | 0,1     | 0        | 3,4           |
| Nombre de jours d'orage               | 0        | 0        | 0         | 0       | 0         | 0,5      | 1,2      | 0,8       | 0,6     | 0,2     | 0,1     | 0        | 3,4           |
| Nombre de jours avec brouillard       | 0,2      | 0,5      | 0,3       | 0,6     | 0,7       | 0,9      | 0,5      | 0,9       | 0,4     | 0,4     | 0,5     | 0,3      | 6,2           |

| Diagramme climatique                                  |            |            |            |            |            |           |               |              |             |         |           |
| J                                                     | F          | M          | A          | M          | J          | J         | A             | S            | O           | N       | D         |
| 20,51,311,3                                           | 22,12,47,6 | 24,55,33,8 | 27,28,26,2 | 3011,112,8 | 30,41469,3 | 2814121,6 | 27,613,7140,2 | 26,712,280,7 | 25,69,151,9 | 23513,6 | 20,52,110 |
| Moyennes : • Temp. maxi et mini °C • Précipitation mm |            |            |            |            |            |           |               |              |             |         |           |

## Maires de la ville
Le maire, "président de la municipalité" est la traduction littérale, est élu au suffrage universel direct pour trois ans. Il est entouré par des conseillers municipaux, "régisseurs" en espagnol, de plusieurs partis politiques, qui vérifient le bon fonctionnement de la mairie et il est aidé par des directeurs de bureaux (développement industriel, développement rural, finances et administration publique, sécurité, protection civile, travaux publics, services publics, culture, tourisme, eau de la municipalité).
- 2019 à 2021: Jorge Salum Del Palacio du PAN[9]
- 2016 à 2019 : José Ramón Enríquez Herrera du PRD[10]
- 2013 à 2016 : Esteban Villegas Viarreal du PRI
- 2010 à 2013 : Adán Soria Ramírez du PRI
- 2009 à 2010 : Carlos Matuk López de Nava du PRI, qui était premier conseiller municipal, remplace Jorge Herrera Caldera, jusqu'à la fin du mandat
- 2007 à 2009 : Jorge Herrera Caldera du PRI, il démissionne en février 2009 pour se présenter aux élections pour le poste de député fédéral.
- 2004 à 2007 : Jorge Herrera Delgado du PRI
- 2001 à 2004 : José Rosas Aispuro du PRI
- 1998 à 2000 : Ismael Hernández Deras du PRI

## Archevêché
- Archidiocèse de Durango

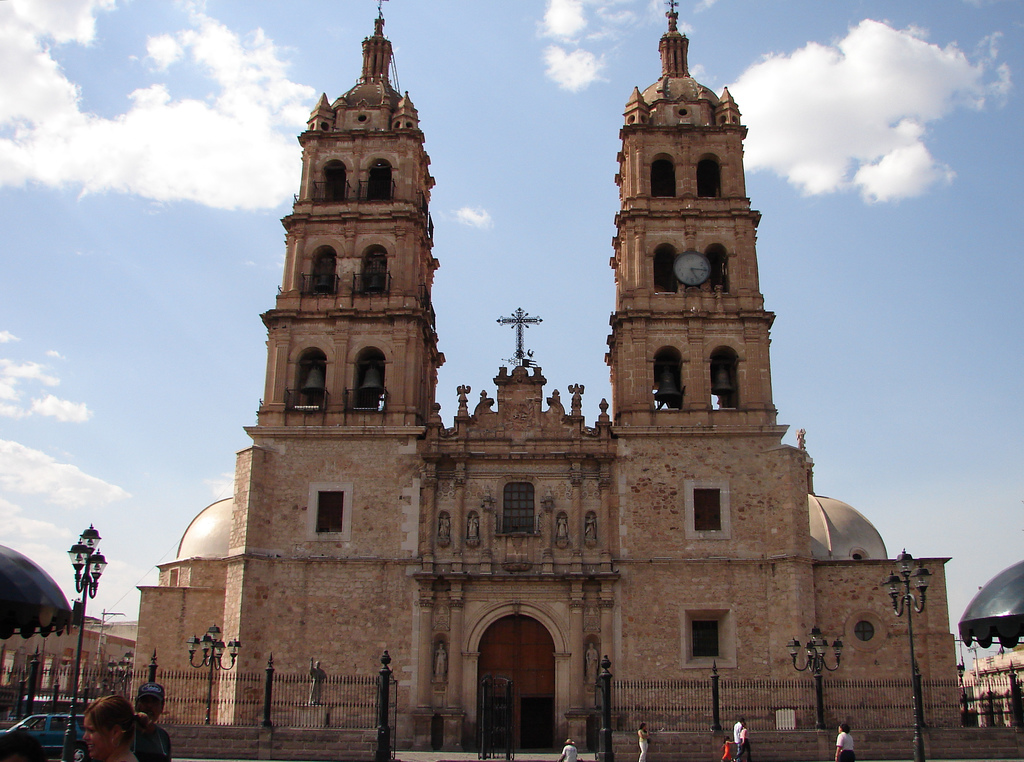
Cathédrale de Durango

- Cathédrale de Durango : une légende populaire prétend que durant l'Expédition du Mexique un militaire français s'éprit d'une sœur, Béatrice. Après le retrait des troupes françaises, la sœur, enceinte, se suicida en se jetant du haut d'une des tours de la cathédrale. La plaque touristique à son pied, explique qu'en regardant le balcon de la tour on peut encore apercevoir le profil de la sœur (ceci étant bien sûr causé par les détails architecturaux et un jeu de lumière).

## Personnalités liées à la ville
- Ricardo Castro, musicien, le théâtre municipal porte son nom.
- Ramón Novarro, acteur américain d'origine mexicaine y est né le 6 février 1899.
- Maria del Pilar Rincón, peintre et sculpteur, responsable du tourisme de la ville de Durango (2007-2010).
- Dolores del Río, actrice
- Saúl Sepúlveda Herrera, pedochirurgien, fondateur et président de la SONARM (Sociedad Nacional de Arpistas de la República Mexicana, Asociación Civil) association nationale des harpistes de la république Mexicaine; Président et fondateur de l'association des harpistes de la ville de Durango (voir ArpaDurango).
- Guadalupe Victoria, premier président du Mexique après la guerre d'indépendance.
- Francisco Zarco, homme politique, journaliste et historien.
- Francisco Castillo Nájera, homme politique et diplomate, président de la SDN.
- Gloria Maria di Gesù Elizondo García (1908-1966), née à Durango, religieuse mexicaine, vénérable catholique.

## Transport

### Aérien
La ville est desservie par l'Aéroport international de Durango.

### Routier
Elle est reliée aux grandes villes du Nord par des axes routiers importants :
- Route fédérale 23 : vers Jesús María dans l'État du Nayarit au sud.
- Route fédérale 40 : vers Mazatlán à l'ouest, Torreón puis Monterrey au nord-est.
- Route fédérale 40D : route à péage vers Mazatlán à l'ouest, Torreón puis Monterrey au nord-est.
- Route fédérale 45 : vers Chihuahua et Ciudad Juárez au nord et Zacatecas, Aguascalientes et León au sud-est.

### Ferroviaire
Deux routes ferroviaires desservent la ville :
- Durango-Coahuila : un des opérateurs est Linea Coahuila Durango, S.A. de C.V[11]. Cette ligne a été créée à la fin du XIXe siècle pour le transport de minerais par Peñoles.
- Durango-Zacatecas : un des opérateurs est Ferromex.

## Jumelage
La ville de Durango est jumelée avec les villes suivantes :
- Porto Alegre, Brésil (2001)[12]
- Durango, Espagne
- Durango, Colorado, États-Unis
- Torreón, Mexique (2012)
- Parral, Mexique (2008)
- Mazatlán, Mexique (2012)[13]
- Chihuahua, Mexique
- Zacatecas, Mexique (2012)[14]
- Laredo, États-Unis (2012)[14]